# Sam Gooris
Sam Gooris (Bonheiden, 10 april 1973) is een Vlaamse zanger en televisiepersoonlijkheid.

## Biografie

### Muziekcarrière
Sam Gooris volgde zijn eerste zanglessen toen hij 14 was en studeerde op 17-jarige leeftijd notenleer aan het conservatorium in Mechelen. In 1989 werd hij Belgisch kampioen Soundmix met een imitatie van Shakin' Stevens, maar zijn echte debuut in de muziekwereld begon na de oprichting van VTM. Hij kwam in aanraking met Jack Rivers, een manager die onder meer al Wendy Van Wanten en Jo Vally een platencontract aanbood. In 1990 verscheen Gooris' eerste single: Laat mij nu zingen. Al snel volgden Als ik zing en Samen uit, samen thuis, waarmee hij optrad in de populaire televisieshow 10 om te zien. Met zijn vierde single Gloria (een bewerking van Gloria van Them) bereikte Gooris in 1991 voor het eerst de algemene Vlaamse hitlijsten.
In 1992 brak Gooris door met Marijke, dat een nummer 1-hit werd in de Vlaamse Top 10. Er werden 25.000 singles van verkocht, wat een gouden plaat opleverde. Zijn gelijknamige debuutalbum Marijke verscheen in dezelfde periode. In de daaropvolgende jaren volgde nog een reeks hits, zoals Kom m'n liefste meisje (1992), Wully bully (1994), Laat het gras maar groeien (1995, een cover van Gimme Hope Jo'anna van Eddy Grant) en Basketsloefkes (1998), die allemaal stuk voor stuk meezingers waren.
Vanaf 2000 werd Gooris minder actief in de muziekwereld, al scoorde hij sindsdien nog wel af en toe een hit. Met het nummer Feesten met de Sam (een samenwerking met Frans Bauer en The Sunsets) behaalde hij in het voorjaar van 2013 de eerste plaats van de Vlaamse Top 10. In de zomer van 2024 boekte hij opnieuw een succes met Arrivederci, een bewerking van It's not the same anymore van Eddy en Danny Van Passel uit 1988. Het was zijn eerste solosingle in negen jaar tijd en werd genomineerd voor de Radio 2 Zomerhit.
In 2025 wint Sam Gooris de MIA in de categorie 'Vlaams Populair'.

### Film en televisie
Als televisiepersoonlijkheid werkte Sam Gooris door de jaren heen mee aan diverse programma's. Zo was hij winnaar van Big Brother VIPS (2001), presentator op JIMtv (2003), reporter in De keuze van de kijker (2003), presentator van Schuif Af (2005–2006), deelnemer aan Sterren op de Dansvloer (2006), zanger in Zo is er maar één (2008), kandidaat en jurylid in De Slimste Mens ter Wereld (2016/2017) en coach in The Voice Senior (2020).
Tussen 2002 en 2012 was hij tevens te zien in de realitysoap De Pfaffs, die ook werd uitgezonden in Nederland. Sinds 2021 staat hij met zijn vrouw en kinderen centraal in het realityprogramma Expeditie Gooris.
Als acteur speelde Gooris in 1989 een bijrol in de film Blueberry Hill van Robbe De Hert. In 2006 was hij samen met zijn gezin te zien in de film Plop in de stad en in 2012 speelde hij de rol van Carlo in de film K3 Bengeltjes. Tevens had hij een cameo in de serie Familie.

### Gezin
Tijdens de opnames van het VTM-programma Sterrenslag in 1999 in Oostende leerde Gooris de Vlaamse radiopresentatrice Kelly Pfaff kennen. Zij is de dochter van Jean-Marie Pfaff, de voormalige doelman van het Belgische nationale voetbalelftal. Ze trouwden op 24 december 1999 en hebben een dochter (Shania) en een zoon (Kenji).

## Discografie

### Albums
| Album met hitnotering(en) in de Vlaamse Ultratop 200 albums | Datum van verschijnen | Datum van binnenkomst | Hoogste positie | Aantal weken | Opmerkingen   |
| ----------------------------------------------------------- | --------------------- | --------------------- | --------------- | ------------ | ------------- |
| Marijke                                                     | 1992                  | -                     | -               | -            |               |
| Voor kinderen                                               | 1992                  | -                     | -               | -            |               |
| Kom terug                                                   | 1994                  | -                     | -               | -            |               |
| Laat het gras maar groeien                                  | 1995                  | 16 december 1995      | 24              | 11           |               |
| De beste van                                                | 1996                  | 11 mei 1996           | 11              | 15           | Verzamelalbum |
| Op z'n sloefkes                                             | 1998                  | -                     | -               | -            |               |
| Goud van hier                                               | 2009                  | -                     | -               | -            | Verzamelalbum |
| Ambiance in de Lage Landen                                  | 2011                  | 18 juni 2011          | 21              | 7            |               |
| Alle 40 goed                                                | 2013                  | -                     | -               | -            | Verzamelalbum |

### Singles (hitnoteringen)
| Single met hitnotering(en) in de Vlaamse Ultratop 50 | Datum van verschijnen | Datum van binnenkomst | Hoogste positie | Aantal weken | Opmerkingen                                                   |
| ---------------------------------------------------- | --------------------- | --------------------- | --------------- | ------------ | ------------------------------------------------------------- |
| Gloria                                               | 1991                  | 8 juni 1991           | 45              | 3            | Nr. 9 in de Vlaamse Top 10                                    |
| Ze is zo lief voor mij                               | 1991                  | 12 oktober 1991       | 23              | 8            | Nr. 3 in de Vlaamse Top 10                                    |
| Marijke                                              | 1992                  | 1 februari 1992       | 7               | 14           | Nr. 1 in de Vlaamse Top 10 / Goud                             |
| Kom m'n liefste meisje                               | 1992                  | 6 juni 1992           | 14              | 10           | Nr. 1 in de Vlaamse Top 10                                    |
| Zeg kwezelke                                         | 1992                  | 19 september 1992     | 32              | 5            | Nr. 3 in de Vlaamse Top 10                                    |
| Jij bent nu zeventien geworden                       | 1992                  | 12 december 1992      | 20              | 12           | Nr. 2 in de Vlaamse Top 10                                    |
| Sexy                                                 | 1993                  | 5 juni 1993           | 30              | 6            | Nr. 3 in de Vlaamse Top 10                                    |
| Hey man!                                             | 1993                  | 9 oktober 1993        | 41              | 5            | Nr. 6 in de Vlaamse Top 10                                    |
| Veel te hard                                         | 1994                  | 29 januari 1994       | 41              | 4            | Nr. 4 in de Vlaamse Top 10                                    |
| Wully bully                                          | 1994                  | 30 april 1994         | 23              | 15           | Nr. 1 in de Vlaamse Top 10                                    |
| Baby come back                                       | 1994                  | 17 december 1994      | 30              | 7            | Nr. 5 in de Vlaamse Top 10                                    |
| Waar is dat meisje                                   | 1995                  | 15 april 1995         | 49              | 1            | Nr. 10 in de Vlaamse Top 10                                   |
| Laat het gras maar groeien                           | 1995                  | 22 juli 1995          | 4               | 16           | Nr. 1 in de Vlaamse Top 10                                    |
| Verlaat me nooit                                     | 1995                  | 2 december 1995       | 25              | 8            | Nr. 6 in de Vlaamse Top 10                                    |
| Josefien                                             | 1995                  | 9 maart 1996          | 24              | 11           | Nr. 5 in de Vlaamse Top 10                                    |
| Mademoiselle Ninette                                 | 1996                  | 18 mei 1996           | 27              | 8            | Nr. 6 in de Vlaamse Top 10                                    |
| Zorgen voor later                                    | 1997                  | 22 februari 1997      | 35              | 7            | Nr. 9 in de Vlaamse Top 10                                    |
| Sammaranja (Tico bolero)                             | 1997                  | 19 juli 1997          | 48              | 1            | Nr. 8 in de Vlaamse Top 10                                    |
| Basket sloefkes                                      | 1998                  | 14 maart 1998         | 45              | 5            | Nr. 5 in de Vlaamse Top 10                                    |
| Oehlala-hé! Manuela!                                 | 1998                  | 15 augustus 1998      | 38              | 3            | Nr. 8 in de Vlaamse Top 10                                    |
| Comment ça va?                                       | 1999                  | 7 augustus 1999       | tip9            | -            | Nr. 4 in de Vlaamse Top 10                                    |
| 'k Heb de zon zien zakken in de zee                  | 2000                  | 29 juli 2000          | 30              | 7            | Nr. 4 in de Vlaamse Top 10                                    |
| Feesten als de beesten                               | 2000                  | 4 november 2000       | tip16           | -            | Nr. 7 in de Vlaamse Top 10                                    |
| Wij zijn de mannen                                   | 2001                  | 8 september 2001      | 48              | 1            | Nr. 5 in de Vlaamse Top 10                                    |
| We gaan feesten                                      | 2003                  | 25 oktober 2003       | 48              | 1            | Nr. 10 in de Vlaamse Top 10                                   |
| Een smsje doet geen zeer                             | 2006                  | 5 augustus 2006       | 33              | 5            | Nr. 9 in de Vlaamse Top 10                                    |
| Besame mucho                                         | 2011                  | 25 juni 2011          | tip21           | -            | Nr. 5 in de Vlaamse Top 10                                    |
| Feesten met de Sam                                   | 2013                  | 9 februari 2013       | tip14           | -            | met The Sunsets & Frans Bauer Nr. 1 in de Vlaamse Top 10      |
| Dans met mij                                         | 2013                  | 28 december 2013      | tip43           | -            |                                                               |
| Dansen op de tafels                                  | 2015                  | 9 mei 2015            | tip61           | -            | Nr. 27 in de Vlaamse Top 50                                   |
| Laat het gras maar groeien (remix)                   | 2018                  | 23 juni 2018          | tip             | -            | met Dorothee Vegas & Like Maarten Nr. 26 in de Vlaamse Top 50 |

### Overige singles
- Laat mij nu zingen (1990)
- Als ik zing (1990)
- Samen uit, samen thuis (1990)
- Met opa op stap (1992)
- Vlieg er maar in (1998) (Nr. 7 in de Vlaamse Top 10)
- Ambiance, ambiance (1999)
- 'k Blijf nog even bij jou (2002) (Nr. 9 in de Vlaamse Top 10)
- We feesten nooit alleen (2008)
- Als je dan even in je handen klapt (2011) (met Laura Lynn, Luc Steeno, Lindsay, De Romeo's en The Sunsets)
- Saragossa (2012)
- Een nieuw begin, hé ho! (2022) (met Sergio) (Nr. 27 in de Vlaamse Top 30)
- Arrivederci (2024) (Nr. 7 in de Vlaamse Top 30)
- Dansen (2024) (Nr. 7* in de Vlaamse Top 30)

## Televisie
- Expeditie Gooris (sinds 2021) - als zichzelf
- The Voice Senior (2020) - als coach
- Instafamous (2020) - als zichzelf
- Raf & Ronny III (2001) - als zichzelf

## Film
- K3 Bengeltjes - als Carlo (2012)
- Plop in de stad - als zichzelf (2006)
- Blueberry Hill (1989) - als Jean-Pierre van Miert